# Sarcophyton subviride
Sarcophyton subviride är en korallart som beskrevs av Tixier-Durivault 1958. Sarcophyton subviride ingår i släktet Sarcophyton och familjen läderkoraller. Inga underarter finns listade i Catalogue of Life.